# Me (Band)
Me war eine australische Rockband aus Melbourne.

## Geschichte
ME formte sich 2008 in Melbourne aus Luke Ferris (Gesang, Piano und Gitarre), Joshua Murphy (Gitarre, Gesang), Michael Godde (Bass) und Spike Rogers (Schlagzeug). 2010 wurde sie von dem Indie-Plattenlabel Lizard King Records unter Vertrag genommen und zog nach England, um ihr Debütalbum aufzunehmen.
Nachdem sie als Support von Twin Atlantic, King Charles, Evanescence, Kasabian und Panic! at the Disco unterwegs gewesen war, hat die Band 2012 ihr Debüt-Mini-Album Another Story High herausgebracht, das Debütalbum Even the Odd Ones Out folgte 2013. Beide Auskopplungen wurden von Simon „Barny“ Barnicott aufgenommen.
Ursprünglich wurde der Name „[Me]“ geschrieben, jedoch wurde entschieden, die Klammern wegzunehmen und seither wird der Bandname „ME“ geschrieben. Die Band bezeichnet sich selbst als „The Ungoogleables“. 2015 löste sich die Band auf und formte sich ohne Bass neu zu der Band Furious Few.

## Stil
Die Band hat zahlreiche verschiedene Einflüsse wie Led Zeppelin, Queen, The Mars Volta, Muse, Radiohead, The Beatles, Rachmaninoff, Philip Glass und den amerikanischen Komponisten Danny Elfman. Die Band ist auch beeinflusst von theatralischen Auftritten und bei ihren Live-Shows treten oft zusätzliche Musiker, wie Tambouren, Violinisten, Chöre, Orchester, Tänzer und andere Gastkünstler auf.

## Diskografie

### Alben
- 2013: Even the Odd Ones Out

### EPs
- 2010: Naked
- 2011: Like a Fox
- 2012: Another Story High

### Singles
- 2009: Nip & Tuck Me In
- 2010: Your Favourite Colour
- 2011: Westward Backwards
- 2012: Naked
- 2012: Like a Fox / Rock and Roll Dandy
- 2013: Vampire!! Vampire!!
- 2013: Sleepwalker
- 2014: Shoot / Day at the Zoo